# Oued Morra
Oued Mora là một đô thị thuộc tỉnh Laghouat, Algérie. Dân số thời điểm năm 2002 là 4.748 người.